# Smallanthus sonchifolius

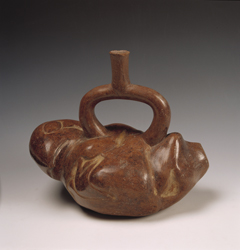
Botella Mochica representando un yacón. Museo Larco. Lima, Perú.

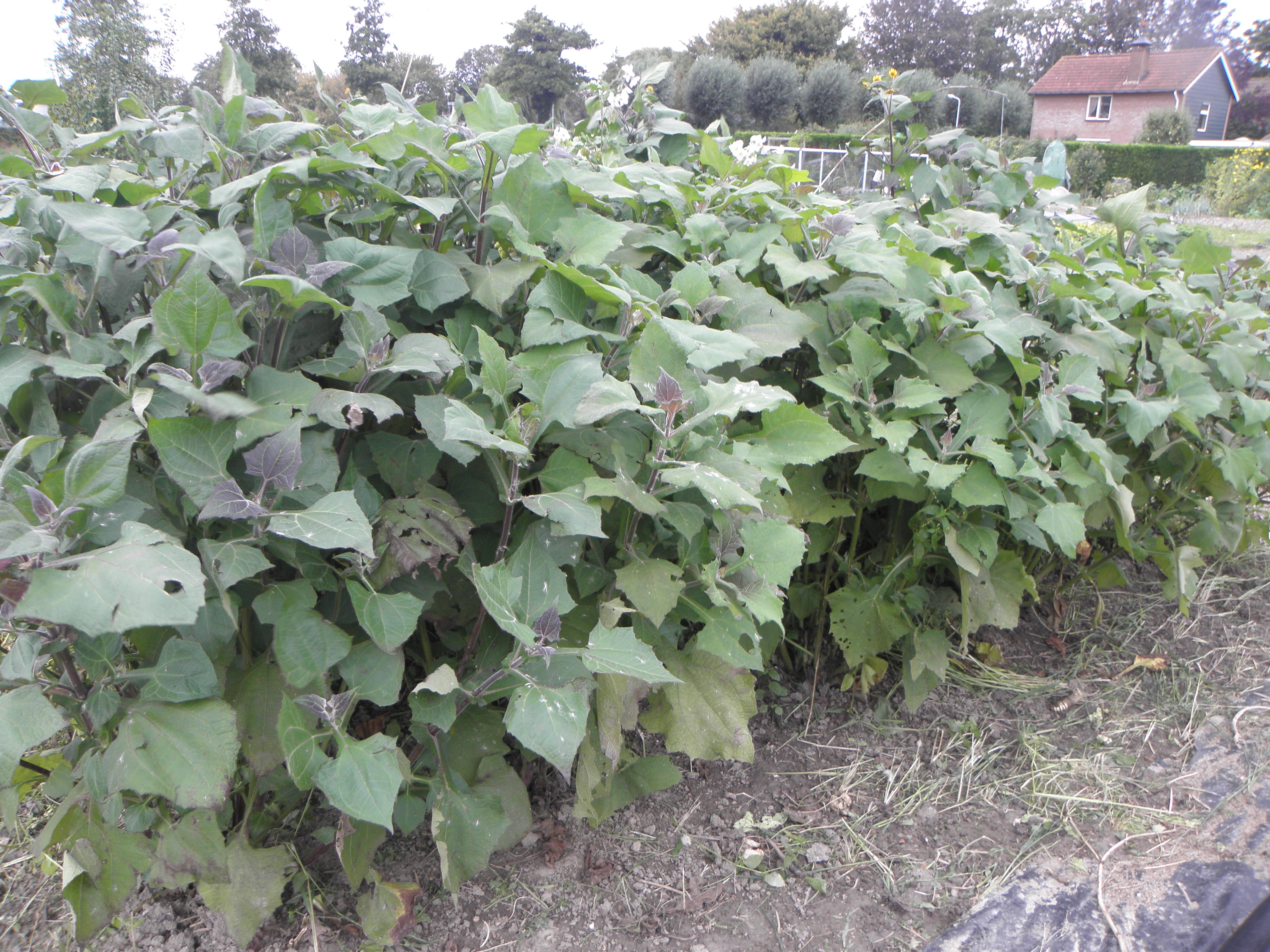
Plantación de yacones

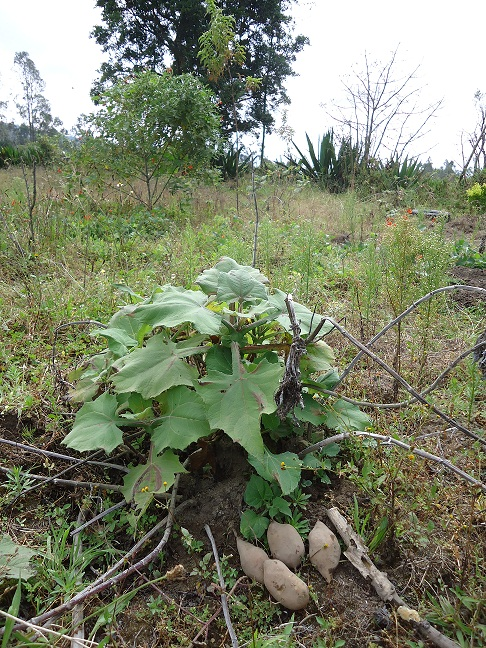
Planta de yacón

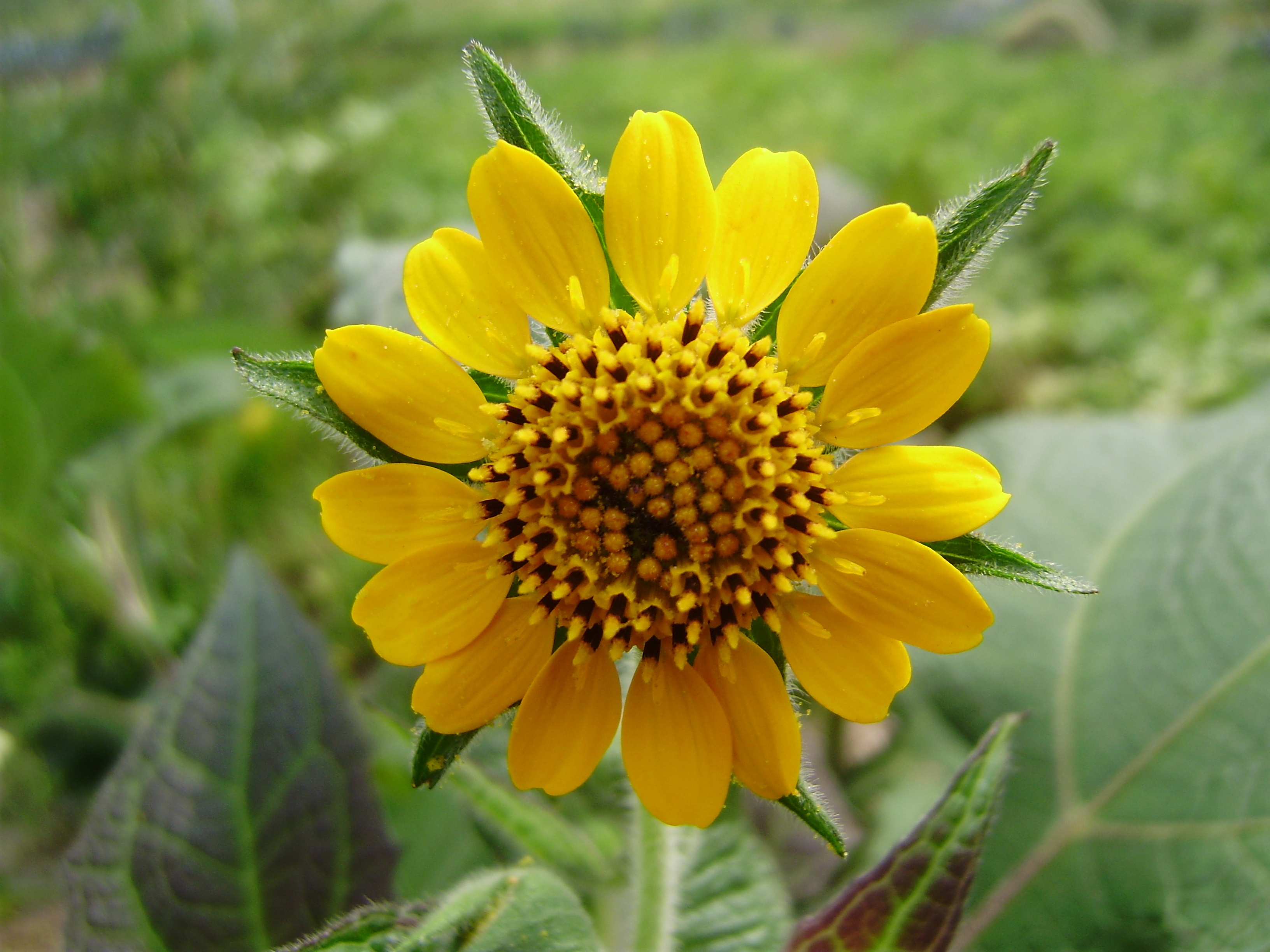
Flor

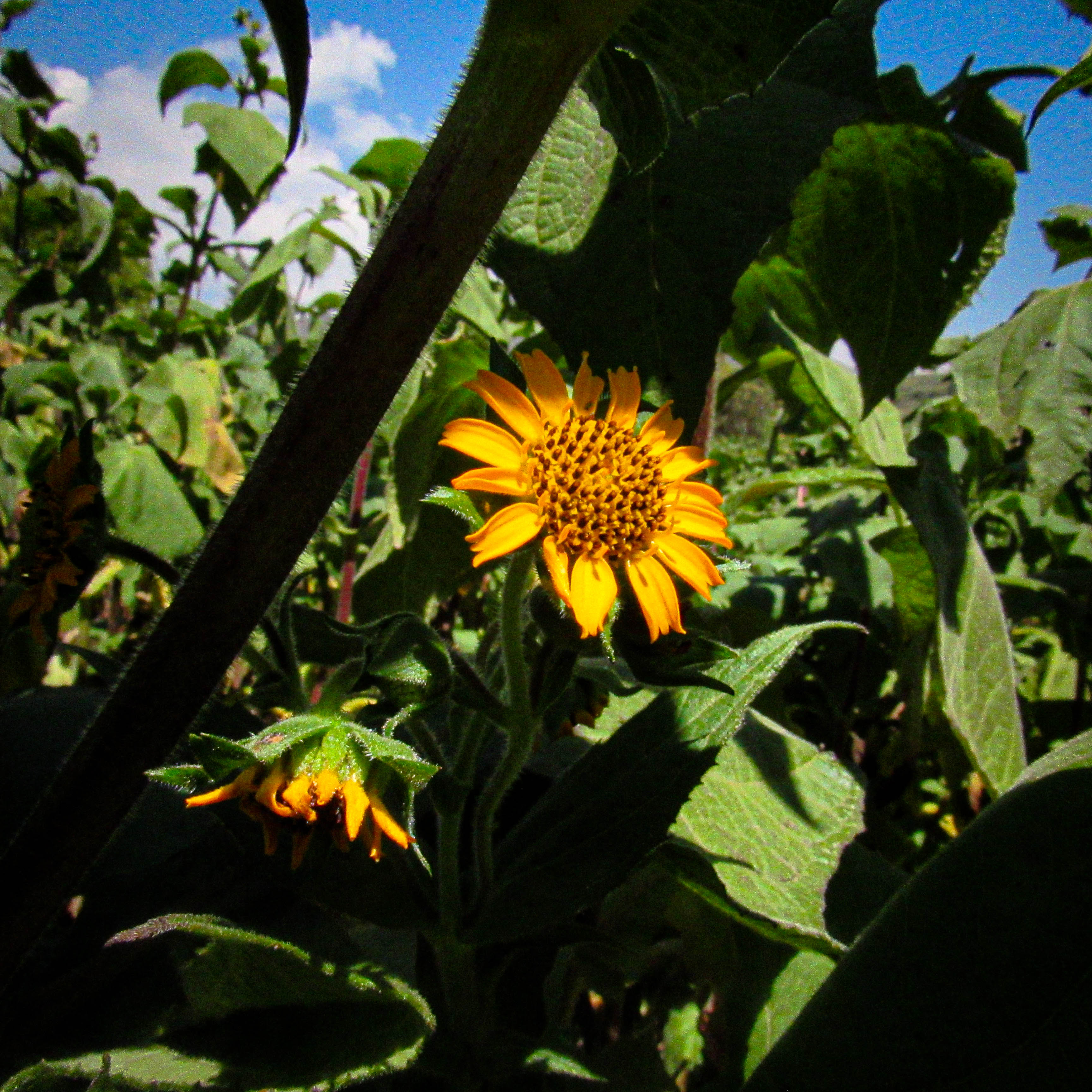
Flor de yacón K'ayra - Cusco

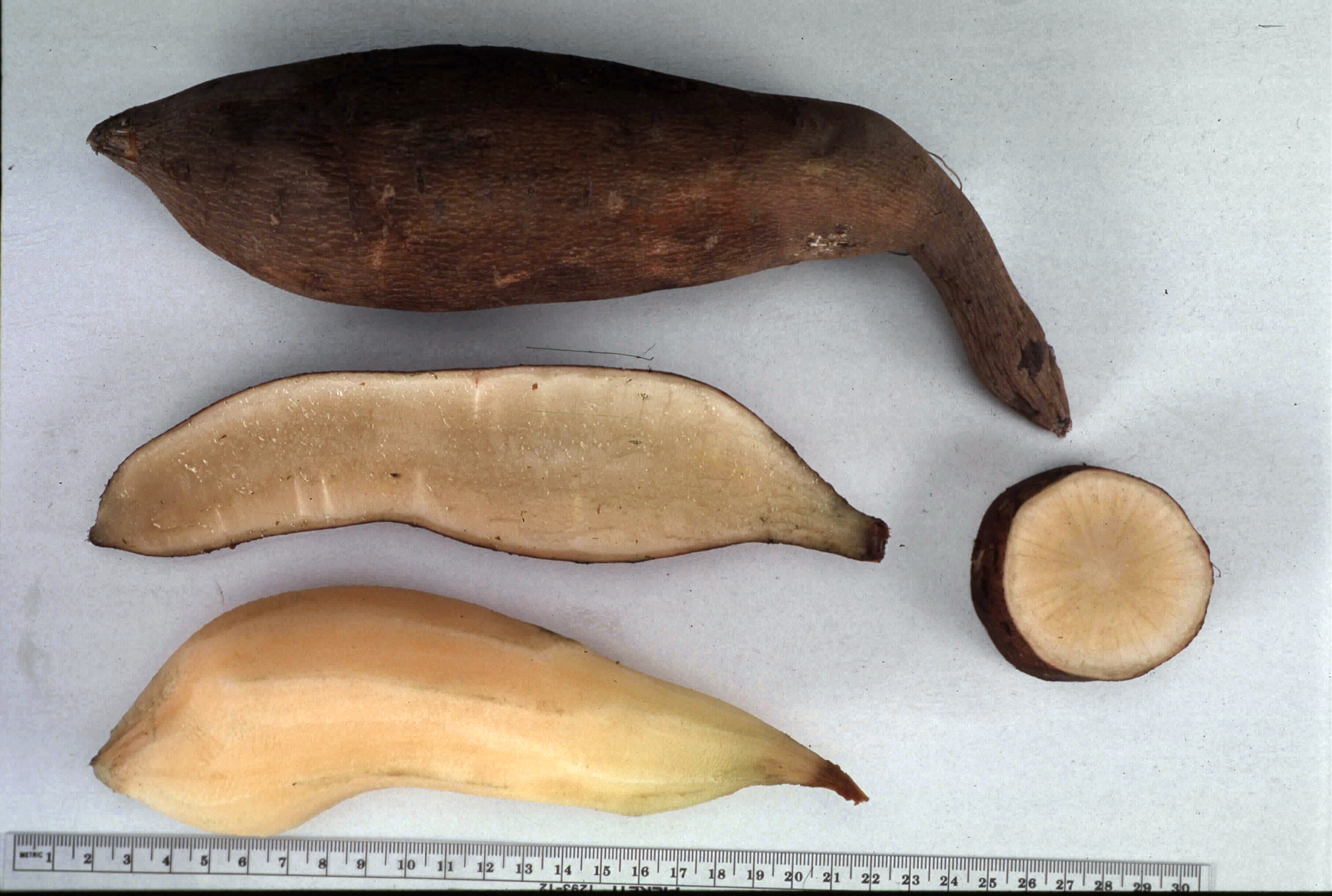
Tubérculo

El yacón (Smallanthus sonchifolius) es un tubérculo cultivado en zonas cálidas y templadas de la Cordillera de los Andes por su textura crujiente y sabor dulce propio.
Aunque algunas veces es confundida con la jícama, el yacón es realmente un “pariente” cercano del girasol y el topinambur (Helianthus tuberosus).

## Descripción
Estas plantas producen dos tipos de raíces: las de propagación y las de reserva o almacenamiento. Las raíces de propagación crecen bajo la superficie del suelo y producen nuevas yemas que llegarán a ser las partes aéreas de una nueva planta. Estas raíces se parecen al topinanbur. Las raíces de almacenamiento son grandes y comestibles con tubérculos que pueden llegar a pesar hasta 1 kg.
Las plantas de yacón pueden crecer hasta los 1,5 a 2 m en altura, aunque en algunas ocasiones puede superarse; esta planta perenne produce flores pequeñas, amarillas y discretas al final de la temporada de crecimiento. A diferencia de otros vegetales de raíz domesticados por los incas como el olluco o la oca, el yacón no es sensible a los fotoperiodos, y puede producir una cosecha comercial en los trópicos.
Llegó por primera vez a Japón en la década de 1970, y desde allí se extendió a otros países de Asia, en especial Corea del Sur, China, Filipinas, Taiwán y hoy está ampliamente disponible en sus mercados. Posteriormente, en 1985, llega a Nueva Zelanda.
Crece muy bien en sur de Australia (incluido Tasmania).

## Taxonomía
Smallanthus sonchifolius fue descrita por Harold E. Robinson y publicada en Phytologia 39(1): 51. 1978.
Etimología
Smallanthus: nombre genérico que fue otorgado en honor del botánico estadounidense John Kunkel Small (1869-1938) más el sufijo anthus = "flor".
sonchifolius: epíteto compuesto latíno que significa "con las hojas de Sonchus"
Sinonimia
- Helianthus esculentus Warsz. ex Otto & Dietr.
- Polymnia edulis Wedd.

### Etimología
Su nombre procede de la voz quechua Q.I. o Waywash, yakun (← yakunyuq), flexión sustantiva de la voz yaku que nombra el agua, justamente el yacón es bastante jugoso, dulce y benéfico.

## Importancia cultural

### Alimenticia
El Yacón puede consumirse como fruta cruda o en forma de jugo, siempre en forma natural.
La Facultad de Agronomía de la Universidad de Ibaraki  (Japón) fue la que más títulos publicó hasta el momento respecto al yacón, por lo que desarrolló diferentes recetas y diversificó nuevos productos entre lo que puede citarse el “vino de yacón” y el “Jarabe de yacón”.
Si bien, el yacón era muy utilizado y se conocía en el Imperio Inca, este se consumía en celebraciones religiosas.
Sus hojas pueden tomarse también en forma de infusión, aunque estudios recientes afirman que luego de un consumo prolongado (por consumo oral) su acción es tóxica contribuyendo a causar daño renal por lo que no debe fomentarse el uso oral de hojas de yacón.

### Propiedades
Las raíces comestibles contienen inulina, un azúcar no digerible, lo que significa que aunque tienen un sabor dulce, estas azúcares no son asimiladas al metabolismo humano. Es por esto que las raíces pueden ser consumidas y utilizadas para el tratamiento del colesterol y la diabetes y se utiliza cada vez más como prebiótico y edulcorante.  Esta planta presenta propiedades antioxidantes, antiinflamatorias, hipoglicemiantes e hipolipidémicas
Posee prebióticos y se cree que tiene un efecto favorable en la flora intestinal; su raíz posee vitaminas B1, B y C y está compuesta mayormente de agua y oligofructanos.

## Cultivo
El yacón puede ser fácilmente cultivado en un jardín de una casa en climas con ligeras heladas. Se siembra en tierra blanda y sus raíces precisan mucha agua; crece muy bien en climas templados con heladas suaves y se planta frecuentemente fuera de la época de heladas, propagándose por raíces o rizomas.
Las raíces de propagación con yemas pueden ser plantados en una cama bien cavada en la primavera temprana, cerca de la última helada esperada. Mientras que las partes aéreas son dañadas por la helada, las raíces no lo son a menos que se congelen sólidas. El yacón crece vigorosamente de manera similar al topinambur (Helianthus tuberosus) y mucho mejor con fertilización.
Después de las primeras heladas las partes aéreas morirán y las plantas están listas para la cosecha. Es generalmente mejor dejar algunas en la tierra para la propagación en la siguiente primavera. Alternativamente, las raíces de propagación pueden guardarse en el refrigerador o enterradas lejos de las heladas hasta la primavera. Mientras que raíces de tamaño útil se desarrollan bastante temprano, saben mucho más dulces después de algunas heladas y además es alimento para todos.